# Elena Goode
Elena Goode, född 22 augusti 1983 i New York, är en amerikansk skådespelerska och fotomodell. Hon är bland annat känd för sin roll som Jade Taylor i såpoperan As the World Turns, som hon innehade från 2006 till 2007.

## Filmografi (i urval)

### Film
- 2012 – The Dictator
- 2015 – Straight Outta Compton

### TV
- 2006–2007 – As the World Turns (TV-serie)
- 2012 – Gossip Girl (TV-serie)
- 2013 – Blue Bloods (TV-serie)
- 2022 – Pretty Little Liars: Original Sin (TV-serie)